# コーラマンデル半島

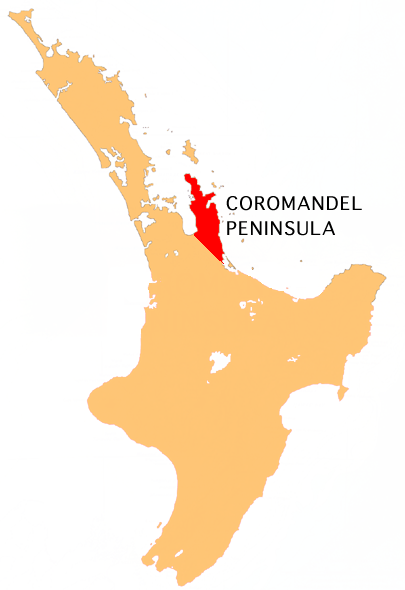
コーラマンデル半島の位置

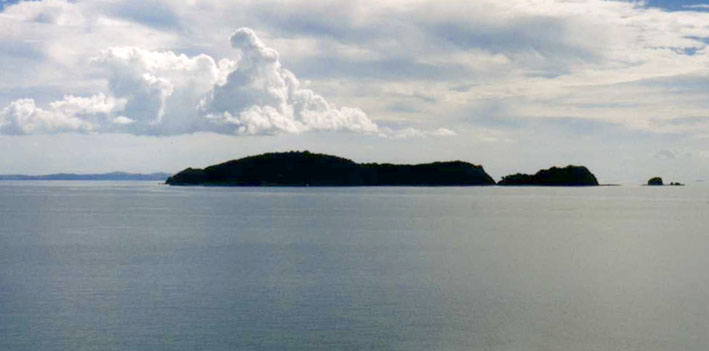
Colville から望むMotukawao島とHauraki湾

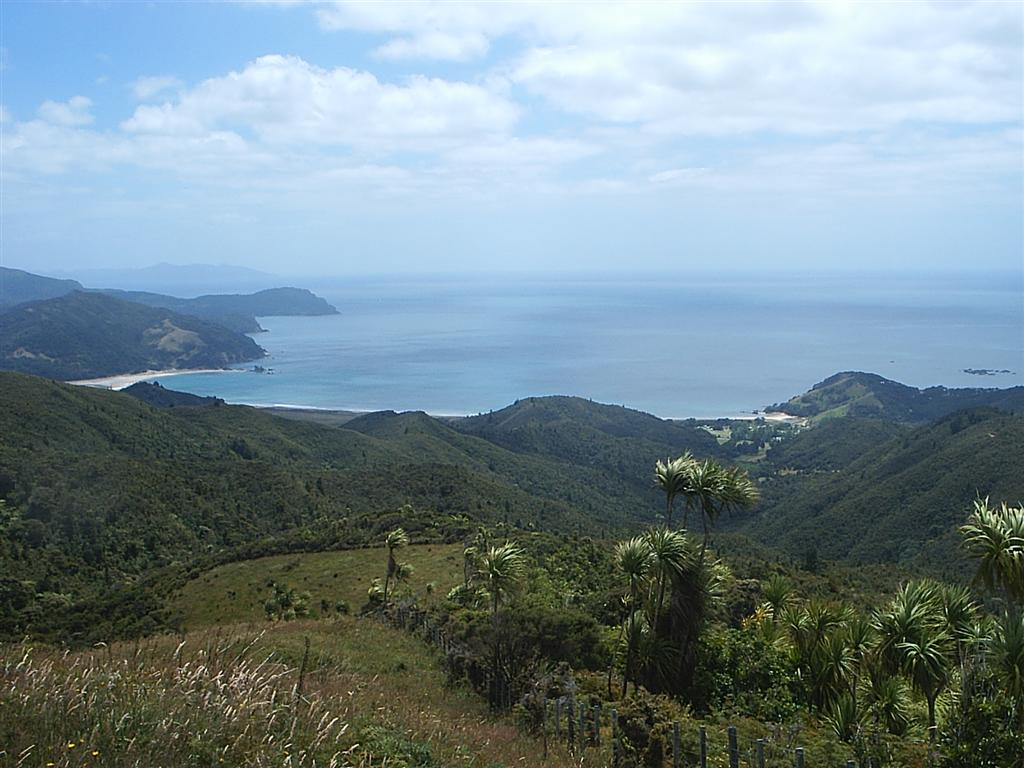
Waikawau湾

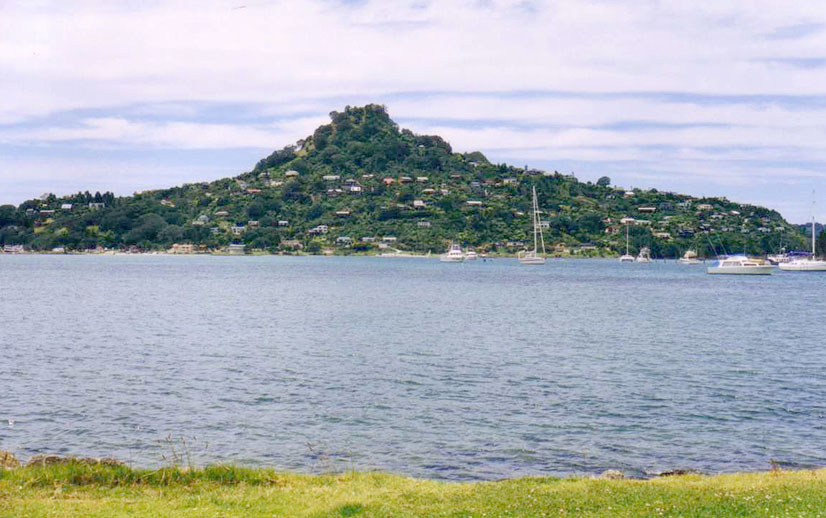
Tairua

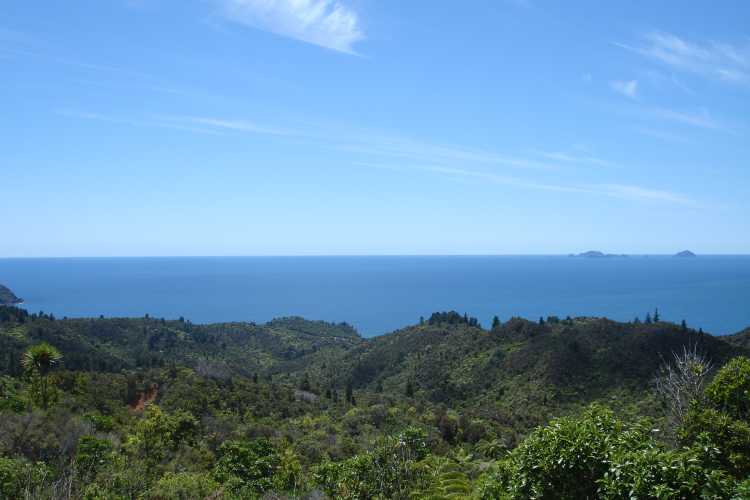
Tairua-Whitianga道路からMercury湾を望む

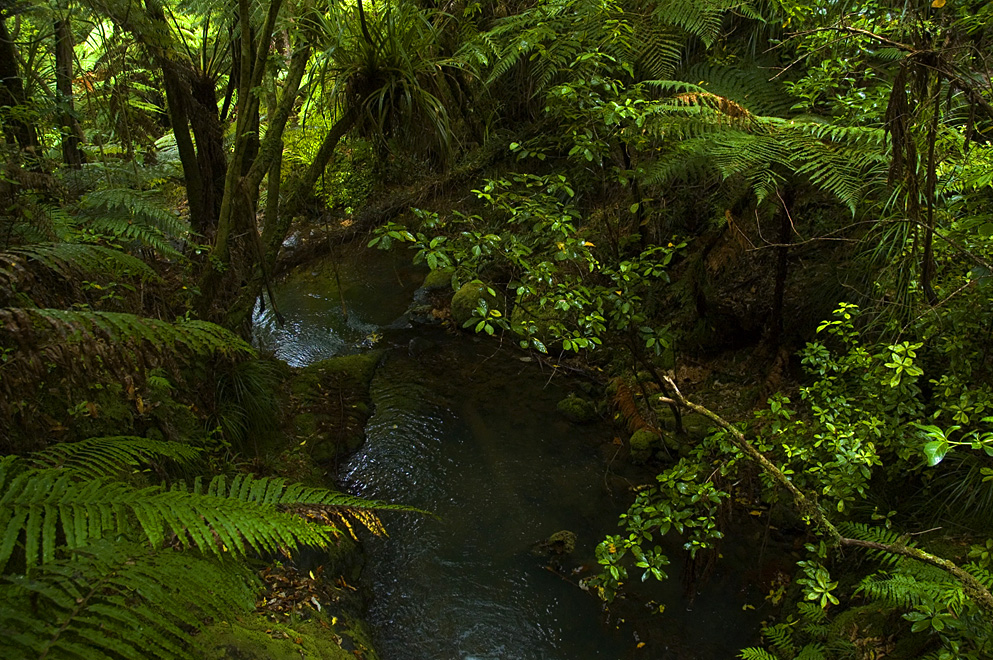
コーラマンデル半島内陸の熱帯雨林

コーラマンデル半島、コロマンデル半島(英語：Coromandel Peninsula)は、ニュージーランドの北島北岸の半島。
東のプレンティー湾及び太平洋と、西のハウラキ湾及びテムズ湾を隔て、北に約85km伸びる。
幅は最大で40kmで、人口の殆どが海岸地帯に集中する。
晴天時にはハウラキ湾を挟んで西に55kmのオークランドからもはっきり見える。
ワイカト地方のテムズ・コーラマンデル郡に属する。

## 名前の由来
1820年にkauri sparをコーラマンデルに買いに来た、イギリス海軍のコーラマンデル号から名前を取った。
この船の名前はインド南東部のコロマンデル海岸から来ている。

## 地理
コーラマンデル半島は急で坂が多く、温帯雨林に覆われている。
コーラマンデル山脈は半島南部の背骨をなし、標高約900mに達する。
北部はモエハウ山脈が貫く。
半島北方のグレート・バリア島は山脈の一部と考えられる。
半島北端のコルビル岬と島の間にはコルビル海峡が有る。
西のオークランドや南東のタウランガといった人口集積地に近いが、地形の特性から特に北や内陸に行く程人口は少なく未開発である。
内陸部の殆どが森林公園に含まれる。
半島の北西にはモトゥカワオ諸島、南東にはアルダーメン諸島とスリッパー島、北東にはマーキュリー諸島が浮かぶ。
半島では中新世から鮮新世にかけて火山活動が盛んだったが、その後活動の中心は南東のタウポ火山帯に移った。
しかし、25km東のトゥフア島は最近まで活発だった。
半島の地熱活動は未だに盛んであり、東岸中央のフィティアンガとタイルアの間の温泉海岸が有名である。

## 人口
地形上、半島の南東部・南西部の少数の町に人口が集中する。
北や内陸に行く程人口は少ない。
- 5000人以上：ハウラキ（英語版）、フィティアンガ
- 1000人以上：コーラマンデル（英語版）、タイルア（英語版）、ファンガマタ（英語版）

半島に別荘を持つオークランド市民が多く、特にクリスマス・新年休暇の時期には北島中から人が訪れる。
1970年代には、数千人のヒッピーが国中の大都市から半島に自然と調和した暮らしを求めて移住した。
2010年代には裕福なオークランド市民が移住し始めている。

## 産業
かつては金採掘とカウリ栽培で栄えたが、現在は人気の観光地である。
内陸部は森林公園が占め、海岸に多くの海岸や景勝地が散らばる。

## 交通
国道25/25A号線が半島を循環する。
未舗装路も多く、これらの道の通行を禁止するレンタカー会社も有る。
フィティアンガにはフェリーが就航している。